# Нафтогазоносні регіони України
Нафтогазоносні регіони України — території в межах України, в надрах яких виявлено родовища нафти та газу.
У межах України є три нафтогазоносні регіони:
- Східний — Дніпровсько-Донецька западина
- Західний — Західноукраїнський регіон
  - Волино-Подільська газонафтоносна провінція
  - Передкарпатська нафтогазоносна провінція
  - Карпатська складчаста нафтоносна область
  - Закарпатська газоносна область,
- Південний — Південно-Кримська нафтогазоносна провінція.

## Дніпровсько-Донецька западина
Дніпровсько-Донецька западина (ДДЗ) — внутрішня платформенна структура авлакогенного типу. Розміри западини — 630 x 210 км, площа — 100 тис. км². Охоплює територію Чернігівської, Полтавської, Сумської, Харківської, Дніпропетровської, Луганської і Донецької областей. ДДЗ складають девонські, кам'яновугільні, пермські, тріасові юрські, крейдові, третинні і четвертинні відклади. За даними геолого-геофізичних досліджень у південно-східній її частині прогнозується розвиток рифейських і, можливо, нижньопалеозойських утворень. У літологічному відношенні розріз ДДЗ представлений переважно теригенними відкладами. Крім того, тут розвинуті три соленосні товщі (нижньопермська, фаменська, франська), дві ефузивні в девоні, а також карбонатні — у верхній крейді, нижньобашкирському, нижньовізейському і турнейському ярусах.
За тектонічною схемою в межах ДДЗ виділяють північний і південний борти (схили Воронезького кристалічного масиву і Українського кристалічного щита) і Дніпровський грабен. Останній на заході через Брагинсько-Лоєвську сідловину межує із Прип'ятським грабеном, а на сході по шовному з'єднанню — із Донбасом і має структуру складної будови, в якій виділяються поздовжні та поперечні тектонічні елементи. Поздовжніми є північна і південна прибортові зони, характерні субмоноклінальним заляганням порід, і центральна (осьова) зона, в межах якої розвинуті найбільш крупні вали і депресії.
У ДДЗ відкрито 180 родовищ нафти і газу, в яких газ становить (%): 74,5, нафта — 18,6, конденсат — 6,9. У стратиграфічному розрізі ДДЗ виділяється вісім продуктивних комплексів: мезозойський, нижньопермсько-верхньокам'яновугільний, середньокам'яновугільний, серпухівський, верхньовізейський, турнейсько-нижньовізейський, девонський і докембрійський (в фундаменті). З них серпухівський, верхньовізейський і турнейсько-нижньовізейський комплекси, які мають подібні умови нафтогазоносності, відособлюють у нижньокам'яновугільний мегакомплекс.
У нафтогеологічному районуванні на території ДДЗ виділяють Дніпровсько-Донецьку газонафтоносну область як складову частину Дніпровсько-Прип'ятської нафтогазоносної провінції. В межах цієї області виокремлюють 5 субобластей, 14 нафтогазоносних районів і 29 зон нафтогазонагромадження. Мезозойський комплекс, продуктивний на семи родовищах, має підпорядковане значення, оскільки вміщує тільки 0,6 % початкових ресурсів вуглеводнів. На всіх родовищах поклади газові, за винятком Качанівського (Сумська область), де є й нафта. Глибина залягання продуктивних горизонтів в мезозої змінюється від 400 до 1 850 м. Поклади містять (%): метанові гази — 86–93; важкі вуглеводні — 0,25–10,80; нафта легка і середня — 0,82–0,88; нафта малосірчана — 0,36–0,56; нафта парафінова — 0,60–2,70; нафта сильносмолиста — 19–40. Усі поклади приурочені до великоамплітудних антиклінальних структур і є склепінними, часто тектонічно екранованими.
Нижньопермсько-верхньокам'яновугільний комплекс
Нижньопермсько-верхньокам'яновугільний комплекс є в східному регіоні основним за розвіданими запасами вуглеводнів (57,2 %), що здебільшого зумовлено наявністю в ньому найбільш великих нафтових (Леляківське, Гнідинцівське, Глинсько-Розбишівське) і газових (Шебелинське, Західно-Хрестищинське, Єфремівське) родовищ. Комплекс продуктивний на 26 родовищах. Переважна частина розвіданих запасів нафти і газу зосереджена в масивно-пластових покладах під регіональною комбінованою (глинисто-хемогенною) покришкою. Глибина залягання продуктивних горизонтів змінюється від 680 до 4 050 м. Нафта в них легка і середня густиною 800—880 кг/м³, малопарафіниста, смолиста, малосірчиста (0,11–0,72 %), вільні гази метанові (89–93,7 %), важкі вуглеводні становлять 4,1–7,9 %, потенційний вміст конденсату в газі невеликий — до 50–70 г/м³. Колектори в більшості покладів теригенні, в деяких — карбонатні (Чутівське, Леляківське родовища). Подальші перспективи нафтогазоносності даного комплексу порівняно невеликі, що пояснюється високою (88 %) розвіданістю початкових ресурсів.

### Середньокам'яновугільний комплекс
Середньокам'яновугільний комплекс продуктивний на 46 родовищах. Він відноситься до другорядних, оскільки розвідані запаси в ньому невеликі Складений теригенно-карбонатними відкладами. Поклади в більшості випадків дрібні та поширені майже у всіх тектонічних зонах ДДЗ на глибинах від 650 до 4 800 м. У периферійних зонах ДДЗ поширені переважно нафтові та нафтогазові родовища, в осьовій і південно-східній частинах — газові та газоконденсатні.

### Нижньокам'яновугільний мегакомплекс
Нижньокам'яновугільний мегакомплекс характеризується найбільш широким розповсюдженням нафтових і газових скупчень. Він продуктивний на 155 родовищах і за перспективністю є основним в регіоні. Відклади нижнього карбону представлені пісковиками та алевролітами з підпорядкованими пластами і пачками карбонатних порід, приурочених в основному до нижньовізейського і турнейського ярусів. Мегакомплексу притаманне часте чергування піщано-алевролітових і глинистих пластів невеликої товщини (10–30 м), що створює численні пластові резервуари. У відкладах нижнього карбону виділяються серпухінський, верхньовізейський і турнейсько-нижньовізейський продуктивні комплекси.
Для нижньокам'яновугільного продуктивного мегакомплексу, за винятком серпуховських відкладів північно-західної частини ДДЗ, характерною є регіональна нафтогазоносність, зумовлена переважно сингенетичністю розвинутих в ньому нагромаджень нафти і газу. В цьому комплексі скупчення вуглеводнів наявне в усіх тектонічних зонах грабена, а також на північному борту западини. Родовища виявлені на протяжних валах, в депресійних зонах і на моноклінальних схилах. Структурні форми, що контролюють нижньокам'яновугільні поклади нафти і газу, дуже різноманітні. Серед них є наскрізні брахіантиклінальні підняття, поховані високоамплітудні та слабко виражені структури. В комплексі вже встановлені та прогнозуються в широких масштабах поклади в неантиклінальних літологічних і стратиграфічних пастках. Фазовий стан вуглеводнів, що заповнюють пастки в нижньокам'яновугільних відкладах, змінюється в широкому діапазоні. Відзначені всі види фазових переходів від важкої дегазованої нафти до майже сухого газу. Трапляються пластові системи з надзвичайно високим вмістом конденсату в газі — 1 700–1 800 г/м³. Глибина залягання продуктивних горизонтів у нижньому карбоні змінюється в межах від 700—750 м на Михайлівському і Зачепилівському родовищах, до 6 100–6 300 м — на Комишнянському і Перекопівському. Подальші перспективи нафтогазоносності ДДЗ пов'язують в основному з нижньокам'яновугільним мегакомплексом, де сконцентрована більшість нерозвіданих ресурсів вуглеводнів.

#### Серпухівський комплекс
Серпухівський комплекс продуктивний на 59 родовищах. Поклади поширені переважно в центральній і меншою мірою в південно-західній частинах ДДЗ зі збільшенням частки газової складової в південно-східному напрямку. Нафта в цьому комплексі має густину 790—870 кг/м³, на більшій частині території — до 850 кг/м³, вміст сірки в ній змінюється в межах 0,3–0,75 %. Вільний газ характеризується значним вмістом конденсату (в західній субобласті — 50–450, в східній — 50–100 г/м³) і важких вуглеводнів. У серпухівському комплексі виділяють 15 продуктивних горизонтів, які індексують С-1-9 і В-10-14. Всі поклади пластові. Колектори скрізь теригенні, окрім Муратівського родовища, де газові поклади пов'язані із карбонатами біогенного типу.

#### Верхньовізейський комплекс
Верхньовізейський комплекс характеризується найбільш широким територіальним поширенням нафтогазоносності. Він вміщує 20,3 % розвіданих запасів вуглеводнів, приурочених до 106 родовищ, розміщених в західній і прибортових частинах південно-східної субобласті ДДЗ. Як і в інших комплексах нижнього карбону, у верхньовізейському комплексі нафтові поклади в північно-західній частині ДДЗ на південний схід змінюються газоконденсатними. У верхньовізейському комплексі виділяють близько 13 продуктивних горизонтів (В-10-23). Глибина залягання їх змінюється від 800 до 6 200 м. В цьому комплексі в інтервалі 6 200–6 300 м розміщені глибокі газоконденсатні поклади. Родовища багатопластові з великою нафтогазоносністю (Качанівське, Рибальське, Погарщинське та ін.). У малоамплітудних підняттях і неантиклінальних пастках вони вміщують по 1–3 продуктивних горизонти. Густина нафти в верхньовізейських відкладах змінюється в межах 820—970 кг/м³, на більшій частині території вона не перевищує 850 кг/м³; вміст сірки становить до 0,5 % (на деяких периферійних ділянках — до 1,2–2,2 %); в'язкість — 0,25–5,0 мПа•с (на Рибальському, Бугреватівському і Великобубнівському родовищах — 10–22 мПа•с). Вільні гази характеризуються в західній частині ДДЗ високим (до 800–1 000 г/м³), а в східній — середнім (50–200 г/м³) вмістом конденсату; важких вуглеводнів у них відповідно до 22 і 8 %. Переважна більшість відомих родовищ пов'язана зі склепінними пастками, часто — з тектонічними і літологічними ускладненнями. Все частіше виявляють поклади в неантиклінальних літологічно (Волошківське, Сорочинське, Червонозаводське родовища) і тектонічно екранованих пастках (Південноафанасівське родовище та ін.).

#### Турнейсько-нижньовізейський комплекс
Турнейсько-нижньовізейський комплекс продуктивний на 63 родовищах. У ньому міститься 8,3 % розвіданих запасів вуглеводнів. Найбільш крупне родовище у цьому комплексі — Яблунівське. Комплекс представлений теригенними і карбонатними відкладами. Останні розвинуті як в нижньовізейському, так і в турнейському ярусах і найбільше поширені в південній прибортовій зоні ДДЗ. Розміщення покладів в цьому комплексі таке ж, як і в верхньовізейських утвореннях. Нафта у відкладах турнейсько-нижньовізейського комплексу малосірчиста (0,10–0,45 %) із густиною 800—910 кг/м³, на більшій частині території — до 850 кг/м³; гази метанові з вмістом важких вуглеводнів 6–26 %, при цьому в західній частині ДДЗ —понад 10 %, а в східній — до 10 %; вміст конденсату в газі відповідно становить до 1 000 і 300 г/м³. Як і в інших комплексах, в турнейсько-нижньовізейському переважають поклади в склепінних пастках, нерідко з літологічним і тектонічним екрануванням. Крім того, виявлені поклади в неантиклінальних пастках.

### Девонський комплекс
У девонському продуктивному мегакомплексі виявлено п'ять нафтових і газоконденсатних родовищ, які вміщують 0,2 % розвіданих запасів вуглеводнів. Він представлений трьома комплексами відкладів, що розділені соленосними товщами — теригенними підсольовим (живетсько-нижньоафранським), карбонатно-теригенним міжсольовим (задонсько-єлецьким) і теригенним надсольовим (фаменським). Перспективи нафтогазоносності девонського мегакомплексу значні. За розмірами нерозвіданих ресурсів він поступається тільки трьом нижньокам'яновугільним комплексам. Ступінь розвіданості незначний. Продуктивний комплекс докембрійського кристалічного фундамента є в ДДЗ новим перспективним об'єктом пошуково-розвідувальних робіт. У породах фундамента виявлено п'ять родовищ, які розташовані на північному борту (Юліївське нафтогазове, Чернетчинське, Нарижнянське і Коробочківське газоконденсатні) і в граничній зоні грабена (Хухрінське нафтове родовище). Розвідані запаси в комплексі поки що незначні, а нерозвідані ресурси оцінюються в 4,6 % від загальних в регіоні. Найперспективнішими є північний борт ДДЗ і вузькі (шириною 4–7 км) прирозломні зони біля північного та південного крайових порушень.

## Західноукраїнський регіон
Включає: Волино-Подільську газонафтоносну провінцію, Передкарпатську нафтогазоносну провінцію, Карпатську складчасту нафтоносну область, Закарпатську газоносну область.
У Західноукраїнському регіоні нафтогазоносність пов'язана з Волинсько-Подільським краєм Східноєвропейської платформи (Львівський палеозойський прогин), Передкарпатським передовим прогином, Складчастими Карпатами і Закарпатським внутрішнім прогином. Загальні розміри регіону — 300 x 320 км. Він охоплює частину Волинської, Тернопільської і Чернівецької областей і майже повністю територію Львівської, Івано-Франківської і Закарпатської областей. Продуктивні горизонти в цьому регіоні зустрічаються в палеозойських, мезозойських і кайнозойських відкладах.
В основному нафта та газ видобуваються у Передкарпатській нафтогазоносній провінції. Тут у Зовнішній (Більче-Волицькій) зоні Передкарпатського прогину переважають газові родовища, а у Внутрішній (Бориславсько-Покутській) — нафтові. Основними продуктивними товщами є теригенні утворення крейди, палеогену і неогену.

### Волино-Подільський край
Нафтогазоносність Волино-Подільської провінції пов'язана з південно-західним заглибленням Східно-Європейської платформи. В її межах виділяються Львівський палеозойський прогин, Стрийський юрський прогин і Львівська крейдова западина.
Товщина палеозойських відкладів у межах Львівського прогину перевищує 5 км, поступово зменшуючись у східному та південно-східному напрямках. Вони зім'яті у пологі складки північно-північно-західного простягання. Максимальна їх дислокованість спостерігається на південному заході прогину впродовж лінії Львів — Жовква — Угнів.
На північно-східній периферії Львівського прогину розташоване Локачівське газове родовище промислового значення. Локачівська складка — це асиметрична антикліналь з коротким і крутим (5–7°) південно-східним крилом та протяжним пологим (не більше 3°) північно-західним. Розміри складки по ізогіпсі — 680 м, розміри одного із продуктивних горизонтів середнього девону — 9 x 4 км. Амплітуда підняття складки досягає 100 м. Колектори тут представлені крупнозернистими алевролітами і дрібнозернистими пісковиками олігоміктового кварцового складу. Відкрита пористість порід коливається у межах 3–20 %. На Локачівському родовищі виявлено шість пластових склепінних газових покладів. Газ родовища вуглеводневий. Переважаючим компонентом є метан (89–97 об. %).
На крайній північно-західній структурі складок Львівського прогину розташоване Великомостівське газове родовище. Два газових поклади виявлені тут у відкладах середнього девону. Колекторами є пісковики, алевроліти та карбонатні породи з низькими колекторськими властивостями. Абсолютно вільні дебіти свердловин в окремих покладах коливаються у межах 15–39,5 тис. м³/добу. Тип покладів пластовий, склепінний. Газ родовища вуглеводневий з переважаючим вмістом метану (88 %).

### Передкарпатський прогин

#### Зовнішня зона
Зовнішня (Більче-Волицька) зона Передкарпатського прогину умовно поділяється на три зони: найбільш занурену Крукенецьку, Косівсько-Угерську й Івано-Франківську, яка прилягає до платформи. Межами між ними слугують поздовжні регіональні розломи Городоцько-Калуський і Краковецько-Стрийський. Залежно від глибини залягання донеогенової основи і розподілення товщин баден-сарматських відкладів у зовнішній зоні виділяють такі тектонічні одиниці:
• Косівська (баденська) западина з товщиною відкладів до 2,1 км на південному сході;
• Угерсько-Крукенецька (баден-сарматська) западина з товщиною відкладів 1–5,5 км на північному заході;
• Івано-Франківське поперечне підняття, яке їх розділяє.
Територія Зовнішньої зони, яка довгий час крейдового періоду була суходолом, інтенсивно розмивалась. Тому неогенові відклади, які представлені тут в основному отанським (гельветським), баденським і сарматським ярусами, залягають на різновікових донеогенових відкладах від рифея до крейди включно.
Промислові газові поклади Зовнішньої зони приурочені до мезозойських ерозійно-тектонічних виступів, які перекриті міоценовою покришкою (50,5 % від початкових запасів газу Зовнішньої зони), а також до міоценових відкладав (49,4 %). Масивні поклади газу, що трапляються в породах юри або крейди, розташовані в гельветських та нижньобаденських пісковиках, що їх облягають. Неогенові відклади газоносні на всій території Зовнішньої зони, але і в них понад 93 % початкових розвіданих запасів газу зосереджено у північно-західній частині зони, що зумовлено наявністю повнішого розрізу неогенових відкладів у цій частині. Найбільшими родовищами, які виявлені в мезозої, є Більче-Волицьке, Рудківське, Угерське, Залужанське, Опарське, Пинянське і Хідновицьке.
У газових покладах нижнього сармату, які залягають на глибинах до 1 км, зустрічаються найсухіші гази з вмістом метану до 99 %. У газі мезозойських відкладів вміст метану зменшується до 95–96 % за одночасного збільшення вмісту важких вуглеводнів. Колекторами газу в крейдових і неогенових відкладах є пісковики, їхня ефективна пористість відповідно становить 18–23 і 10–25 %. Колекторами нафти в юрських відкладах Зовнішньої зони є тріщинуваті й кавернозні вапняки. Основне значення при фільтрації нафти в пласті мають тріщини і каверни.
Нафта юрських відкладів важка, високов'язка з високим вмістом асфальтенів, смол і сірки і дуже малим вмістом парафінів. 1989 року була підтверджена промислова нафтоносність юрських відкладів.

#### Внутрішня зона
Внутрішня зона Передкарпатського прогину складається з верхньокрейдових, палеогенових і нижньоміоценових утворень, причому основний її об'єм займають палеогенові відклади. Ці породи мають винятково складну будову і утворюють покривну структуру (Бориславсько-Покутський покрив). Складки її у переважній більшості — це лінійні антикліналі, насунуті одна на одну у північно-східному напрямку, які групуються у два-три яруси. Покрив у цілому ускладнюється системою поперечних розривних порушень. Вони можуть бути як загальні для покриву в цілому, так і спостерігатися у тілі окремих ярусів. Поперечні порушення зумовили блокову будову Внутрішньої зони. Загальна товщина покриву змінюється від 2 до 8 км за товщини окремих ярусів складок 0,5–3 км. У північно-західному і південно-східному напрямках розміри покриву зменшуються до повного його виклинювання.
Загальні розміри Внутрішньої зони становлять 275 х 7–24 км. У межах Внутрішньої зони Передкарпатського прогину виявлено і розвідано 33 родовища нафти і газу. Основною продуктивною товщею є палеогенові відклади. За кількістю видобувних запасів три родовища (Бориславське, Долинське і Битків-Бабченське) відносять до великих, решта — до дрібних. У першому структурному ярусі (найбільш припіднятому) розмішується 52, у другому — 12, у третьому — 35 і в четвертому автохтонному — 1 % запасів. Розподіл запасів вуглеводнів в умовному паливі по розрізу має такий вигляд, %: 55 — в еоценових, 40 — в олігоценових (менілітова світа), решта — в палеоценових, крейдових і нижньоміоценових (поляницька світа) відкладах. Найбільше газоподібних вуглеводнів (вільний газ) умішується в еоценових відкладах (89 %), а рідких — в олігоценових (56 %). Більшість виявлених покладів вуглеводнів пов'язані з лінійними складками і відносяться до склепінного типу.
Зональний розподіл колекторів (лінійно-витягнені смуги пісковиків) зумовив наявність літологічно обмежених покладів нафти та газу. Колекторами нафти та газу служать дрібно- і середньозернисті кварцові пісковики, які відзначаються низькими ємнісно-фільтраційними властивостями. Найкращими колекторськими властивостями відзначаються пісковики вигодської світи — їхня пористість на Долинському родовищі становить 9–15 %. Нафта палеогенових покладів метаново-нафтенова, малосірчиста, смолиста, високопарафшиста. Густина її коливається у межах 770—870 кг/м³. У газах газових покладів вміст метану становить 85–99 %. Потенціальний вміст конденсату змінюється від кількох десятків до 400 см³/м³.

## Складчасті Карпати
У складчастих Карпатах з північного сходу на південний захід виділяють Скибову, Кросненську, Чорногорську, Дуклянську, Паркулецьку, Рахівську, Магурську, Мармароську і Пенінську зони, Мармароський масив і зону Підгаля. Всі вони являють собою покриви, за винятком Кросненської зони і зони Підгаля.
Найхарактернішою структурною особливістю покривів є наявність тут паралельних дуже вузьких, але протяжних лусок монокліналей, які відділені одна від одної насувами другого порядку. Кросненська зона не має явно вираженої покривної будови. Вона являє собою своєрідну депресію відносно сусідніх покривів і складається з олігоцен-мюценових відкладів великої товщини. В цій зоні, як і в інших тектонічних зонах, розвинені луски-покриви типу скиб у Скибовому покриві.
Складчасті Карпати займають незначне місце у видобутку нафти і газу. Нафтові поклади тут приурочені до пісковиків стрийської і ямненської світ. Початкові дебіти в них не перевищували 20 т/добу, а з часом стабілізувалися в межах 100—200 кг/добу. З ямненськими пісковиками пов'язане Стрільбицьке нафтове родовище і один з нафтових покладів Битків-Бабченського родовища.. Незначні припливи нафти або нафти з водою були одержані при випробуванні нижньоверховинсько-верхньоголовецької підсвіти олігоцену на Хащів-Лопушнянській площі Кросненської зони.

### Закарпатський прогин
Закарпатський неогеновий прогин обмежений на північному сході Закарпатським, а на південному заході — Припанонським глибинним розломами. Донеогенова основа прогину має блоково-складчасту структуру і складена осадовими вулканогенними утвореннями палеогену, крейди, юри, тріасу і, ймовірно, метаморфізованими породами палеозою. Більшу частину основи Закарпатського прогину заповнюють відклади кричевської світи крейдової системи (чорносланцева карбонатно-теригенно-глиниста товща). Більш ніж трикілометровий комплекс неогенових молас дислокований у прогині у вигляді складки, відклади ускладнені в центральній частині прогину соляними діапірами. На основну товщу молас міоцену-пліоцену по зовнішній і внутрішній периферіях прогину налягає товстий комплекс вулканогенних переважно основного складу утворень Вигорлат-Гутинської гряди. Дві гілки цієї гряди з'єднуються смугою меридіонального простягання, яка розділяє орографічно весь прогин на дві частини (западини) південно-східну (Солотвинську) і північно-західну (Мукачівську).
У неогеновому структурно-тектонічному поверсі прогину виявлено два газових родовища: Солотвинське і Русько-Комарівське. Солотвинське родовище газу розташоване у Солотвинській западині. Промислову газоносність мають його нижньоміоценові відклади (новоселицька світа бадена). Колекторами прогину є пісковики, піщані туфи і туффіти, покришками — відклади тереблянської світи. Русько-Комарівське газове родовище розташоване в центральній частині Мукачівської западини. Воно являє собою брахіантикліналь, порушену розривами, ускладнену міжпластовою інтрузією гранодіорит-порфірів. Поклади газу в цьому родовищі пластові, склепінні, тектонічно і літологічно екрановані; колекторами слугують прошарки пісковиків, покришками — глинисті пачки неогенових відкладів; для газу характерний великий (від 30 до 40 %) вміст азоту. У південно-східній частині Мукачівської западини виявлено Королівське газове родовище.

## Причорноморсько-Кримська провінція
Причорноморсько-Кримську провінцію складають нижній і верхній докембрії, палеозой, мезозой і кайнозой.
Нижньодокембрійські породи (архей — нижній протерозой) утворюють фундамент південного схилу Східно-Європейської платформи, їх поверхня залягає на значних глибинах (1 км і більше) і занурюється в південному напрямку. Вона перекрита мезозойсько-кайнозойськими відкладами в Центральному Причорномор'ї і палеозойсько-кайнозойськими в Західному Причорномор'ї. Це переважно кристалічні сланці, гнейси, мігматити і різні гранітоїди.
Верхньопротерозойські породи відомі двох типів: у Рівнинному Криму і на піднятті Голіцина в акваторії Чорного моря залягають сильнодислоковані зелені сланці; в Західному Причорномор'ї верхньопротерозойські породи залягають на дорифейському фундаменті Східно-Європейської платформи і представлені валдайською серією вендського комплексу. Це переважно дрібнозернисті пісковики, алевроліти й аргіліти загальною товщиною до 1,5 км.
Палеозойські породи в Рівнинному Криму представлені пісковиками з прошарками чорних і темно-сірих вуглисто-карбонатних, вуглисто-карбонатно-серицитових і глинистих сланців, які умовно відносять до ранньо-середньокам'яновугільних. У Західному Причорномор'ї серед палеозойських утворень встановлені відклади всіх систем. Це переважно теригенно-карбонатні породи загальною товщиною понад 3 км.
Значно поширені мезозойські утворення. Тріасові породи представлені вапняками, доломітами та мергелями в нижній частині розрізу і пісковиками, алевролітами й аргілітами — у верхній. Серед юрських відкладів в одних районах провінції переважають теригенні породи, в інших — карбонатні.
Крейдові відклади представлені нижнім і верхнім відділами. Майже у всьому регіоні розріз нижньої крейди починається грубоуламковими теригенними породами (піски, гравеліти). Вище залягають лагунно-континентальні та прибережно-морські відклади (пісковики й аргіліти з прошарками глин). Внаслідок вулканізму в Північно-Кримському прогині сформувалася осадово-вулканогенна товща тарханкутської світи (400 м). Загальна товщина нижньокрейдових відкладів в Рівнинному Криму змінюється від 200 м до 2,2 км, в Північному Причорномор'ї — від 100 до 400, а в Західному — від 0 до 400 м.
Верхньокрейдові відклади представлені переважно карбонатними породами, їх максимальна товщина — 2,5 км. Палеоценові й еоценові відклади складені дрібнозернистими глинистими вапняками і мергелями. Олігоценові та нижньоміоценові утворення на всій території Причорномор'я і Криму представлені монотонною товщею піщано-алевролітових глин майкопської світи. В Західному Причорномор'ї глини поступово заміщуються глинистими пісками і гіпсовиками. Товщина відкладів майкопської світи змінюється від 700–1 000 до 3 000–5 000 м. Розріз середнього і верхнього міоцену і пліоцену складений піщано-глинистими і карбонатними відкладами. Північну частину провінції займає південна окраїна Східно-Європейської платформи.
До зони зчленування древньої платформи з розташованою південніше молодою Скіфською плитою приурочена глибока депресія субширотного напрямку, виповнена великою товщею (до 8 км) переважно мезозойсько-кайнозойських, а місцями — і давніших відкладень. Ця вузька і витягнута структура складається з трьох прогинів (із заходу на схід): палеозойського Придобруджинського, Північно-Кримського і Північно-Азовського, які розділені субмеридіональними розломами і поперечними перепонками.
З півдня Причорноморські прогини обмежені зоною виступів, фундамент яких складений складчастими породами рифейського і палеозойського віку. Це Кілійське і Чорноморське підняття, Кримське склепіння (об'єднує Каламітське, Новоселівське і Сімферопольське підняття) і Азовський вал, який займає всю центральну частину Азовського моря. З півдня Новоселівське підняття відокремлене вузьким субширотним грабеном від Альпійської депресії, яка складається з крейдових і палеоген-неогенових відкладів товщиною до 2 км. Південний борт Азовського валу переходить в Південно-Азовський виступ — нахилену на північ монокліналь шириною від 18–20 до 40–45 км з інтенсивним зануренням всіх країв осадового чохла і поверхні фундаменту. Далі на південь виступ змінюється індольським прогином. Перехід відбувається по флексурі, якій у фундаменті відповідає система великоамплітудних (1,5–2 км) розривних порушень. Максимальна потужність осадової товщі в прогині — 15 км, причому 1/3 припадає на відклади майкопської світи.
Стратиграфічний діапазон нафтогазоносності в Причорноморсько-Кримській провінції включає весь комплекс відкладів — від докрейдових до неогенових включно. Тут відкрито 16 газових і 10 нафтових родовищ. В газових родовищах поклади розміщені у верхньокрейдових, палеоценових і майкопських відкладах; в газоконденсатних — у нижньокрейдових, палеоценових і майкопських; в нафтових — у міоценових, майкопських, верхньо- і нижньокрейдових і частково девонських. Єдине родовище в середньодевонських відкладах — Східно-Саратське — розташоване та території Саратського району Одеської області. Нафтоносність в ньому виявлено в карбонатно-хемогенних породах.
Нижньокрейдовий комплекс характеризується регіональною нафтогазоносністю і є одним з основних об'єктів для пошуків покладів.
Верхньокрейдово-палеоценовий комплекс складений переважно вапняками й мергелями з підпорядкованими прошарками глин, пісковиків і алевролітів.
Майкопський комплекс також регіонально нафтогазоносний. Він характеризується одноманітним літологічним складом. В розрізі комплексу переважають глини, кількість піщано-алевролітових відкладів рідко перевищує 20 %. Товщина його прошарків коливається від 10 до 100 м.
Неогеновий нафтоносний комплекс складений різноманітними теригенними і карбонатними породами (глини, пісковики, піски, конгломерати, мергелі і вапняки). Продуктивні горизонти в ньому приурочені до пісковиків і вапняків середнього та верхнього міоцену. Родовища пов'язані з антиклінальними складками, серед яких виділяються два основних типи: нормальні брахіантиклінальні та брахіантиклінальні, ускладнені грязьовим діапіризмом (діапірові та криптодіапірові складки). Останні поширені в основному на Керченському півострові. Довжина складок в середньому досягає 5–10, окремих — до 40 км. Амплітуда змінюється від 50 до 600—800 м.
На даному етапі геологічної вивченості півдня України до найперспективніших на нафту і газ відносять крейдові (особливо нижньокрейдові), палеоценові і майкопські відклади. Заслуговують уваги і докрейдові комплекси: рифей-палеозойський (в Західному Причорномор'ї) і тріас-юрський (в окремих районах провінції).